# Asociación Húngara de Profesores de Español

La Asociación Húngara de Profesores de Español (AHPE) (en húngaro: Magyarországi Spanyoltanárok Szövetsége), es una organización profesional de formación de profesores o docentes del Idioma español en Hungría, cuyo objetivo principal es velar por los intereses de la enseñanza del español en todos los niveles del sistema educativo y público de Hungría. La Asociación fue creada en 1998 en Budapest.
Estos son los siguientes objetivos específicos que cumple la asociación:
1. Reunir los profesores de español en Hungría.
2. Organizar cursos, seminarios, congresos para el profesorado o personal docente.
3. Difundir el conocimiento del idioma español.

La importancia del español en Hungría, respecto al número de personas que lo hablan en este país, existen escuelas que la enseñan y la información que se quiere tener es saber cuántos la estudian en un año escolar. En Hungría el español pertenece a los idiomas menos hablados. Entre las lenguas más frecuentemente habladas como el alemán, el inglés, el ruso, el francés y el italiano, pues el español se sitúa en el sexto lugar. El número de personas que hablan el español, ha estado casi cuadruplicado también a partir de la década de los noventa. El aumento del número de las personas que hablan español, es la consecuencia de unas reformas educativas.